# Erythrus bicolor
Erythrus bicolor är en skalbaggsart som först beskrevs av John Obadiah Westwood 1848.  Erythrus bicolor ingår i släktet Erythrus och familjen långhorningar.
Artens utbredningsområde är Laos. Inga underarter finns listade i Catalogue of Life.